# Bernhard Dose
Bernhard Dose (* 3. Oktober 1884 auf Nordstrand; † 23. Januar 1965 in Husum) war ein Maschinenbauer und Seemaschinist, der sich mit Mathematik befasste.

## Leben und Wirken
Bernhard Dose war ein Sohn des Schmieds und Maschinenbauer Wilhelm Otto Dose (* 1849) aus Cuxhaven und dessen Ehefrau Antje Christine, geborene Wittrock (* 1859) aus Kronprinzenkoog. Der Vater lebte seit 1880 in Nordstrand, wo er eine eigene Werkstatt und die erste Lohndampfdrescherei der Halbinsel betrieb.
Bernhard Dose lernte zunächst im väterlichen Betrieb, interessierte sich jedoch mehr für Mathematik, die er als Hobby ansah. Dabei galt er als mathematisches, wenngleich von seiner Umwelt verkanntes Genie. Er beschäftigte sich mit mindestens neun mathematischen Fragestellungen, die er entweder selbst löste oder zu deren Lösung beitrug. Dazu gehörte die Dosesche Dezimalbruchtreppe oder Die Näherungskonstruktionen für die Seite des regulären Siebenecks. Die Näherungskonstruktion erschien 1934 im XLIV Jahresbericht der Deutschen Mathematiker-Vereinigung und in englischer Sprache in den USA.
Die von Dose hinterlassenen Arbeiten und Studien übernahm die Schleswig-Holsteinische Landesbibliothek.

## Schriften
- Bernhard Dose: Näherungskonstruktionen für die Seite des regulären Siebenecks. In: Deutsche Mathematiker-Vereinigung (Hrsg.): Jahresbericht der Deutschen Mathematiker-Vereinigung. Band 44. Teubner, 1934, ISSN 0012-0456, S. 291–292 (uni-goettingen.de).